# Lago Colhué Huapi

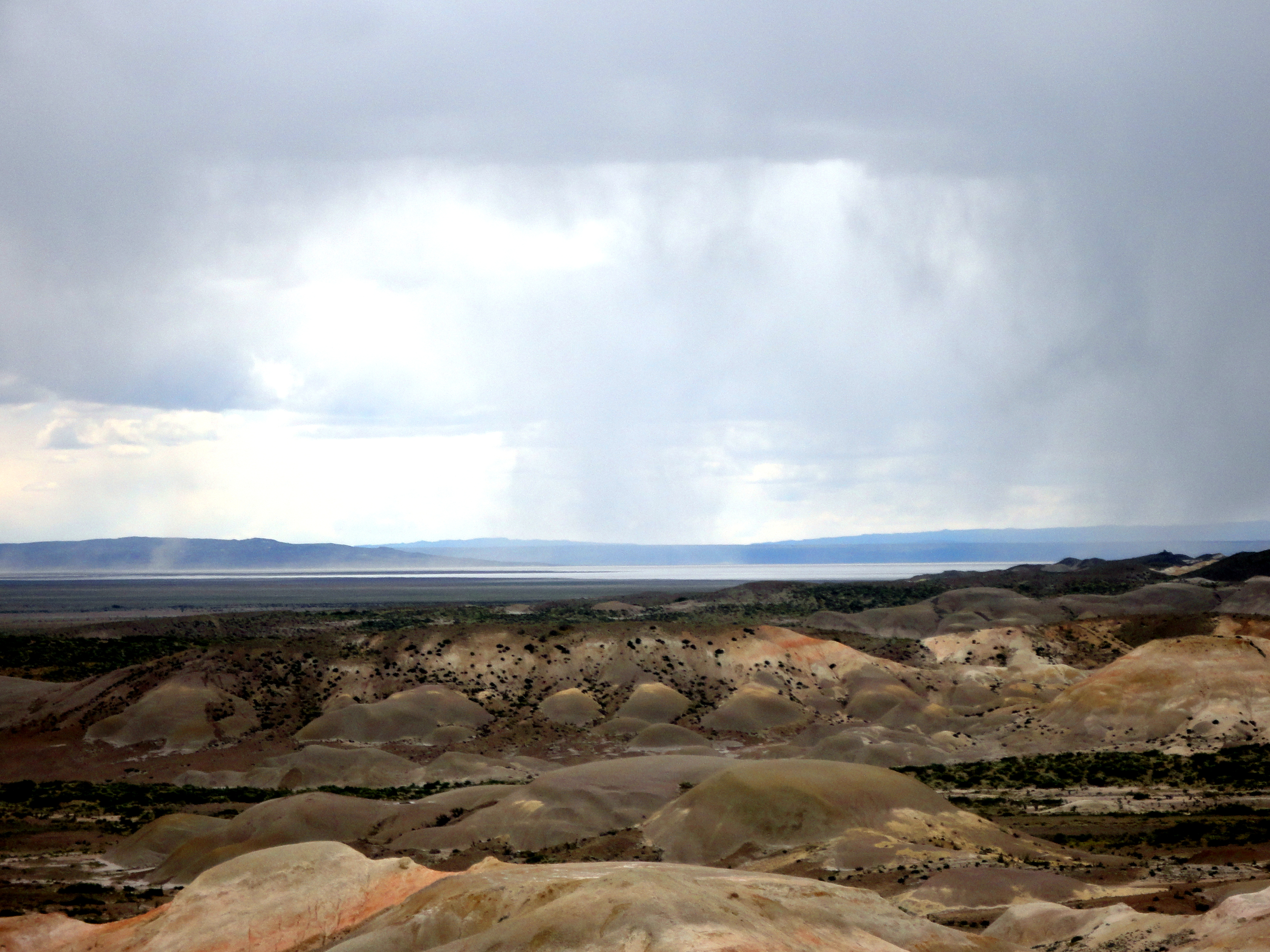
Vista del lago desde la Ruta Nacional 26 aun con agua en el año 2013. Nótese el avanzado proceso de evaporación del cuerpo de agua y el retroceso del mismo.

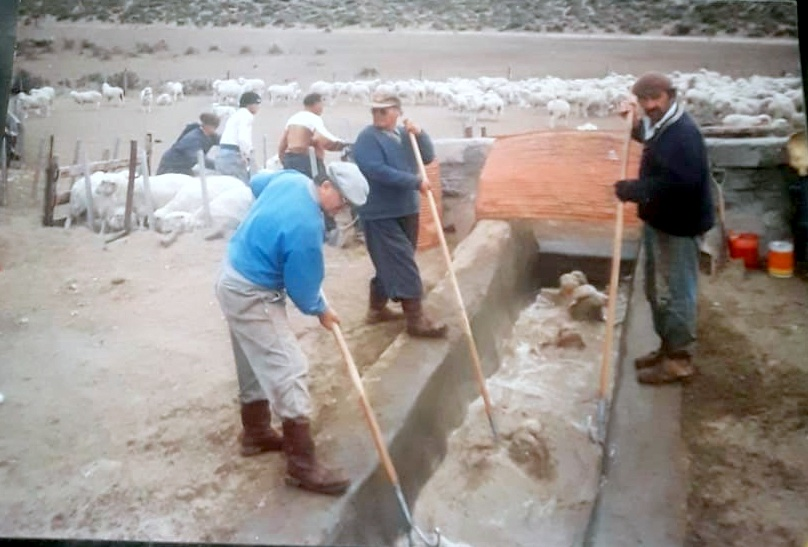
intensa ganadería ovina que era explotada en las costas del lago

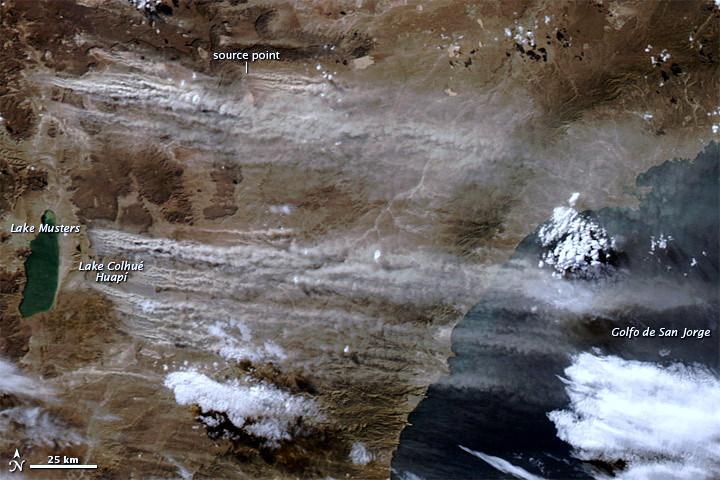
Primera imagen, captada por la NASA, de la intensa sequía de la zona en 2013. La misma capto las primeras nubes de polvos de gran tamaño

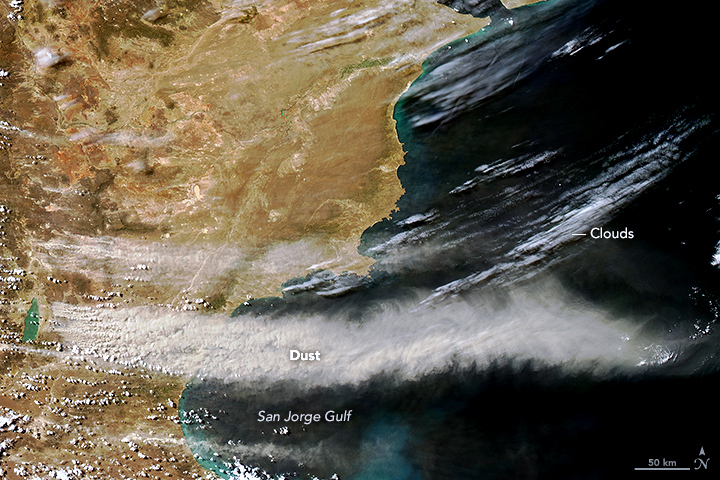
Imagen de la NASA tomada en 2016. En ella se permite ver la gran extensión de la nube de polvo desde el lago hasta el mar argentino y quedando azotada la zona de Comodoro

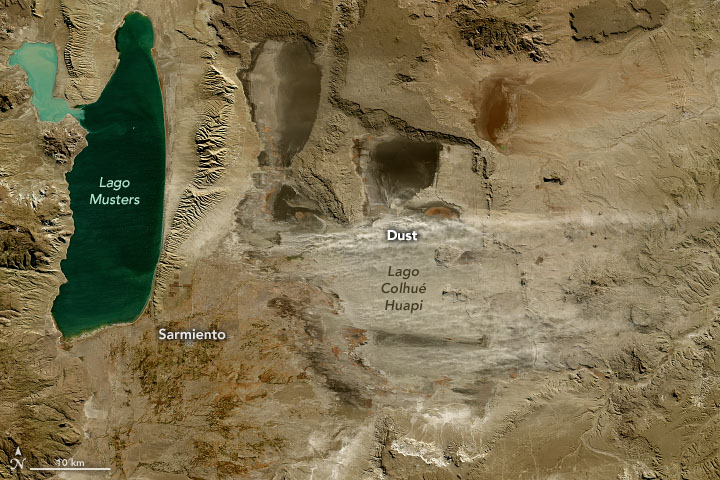
Imagen tomada en 2021 por la NASA. El Colhué Huapi completamente seco y el Musters con bajo nivel y muchas costas en retroceso

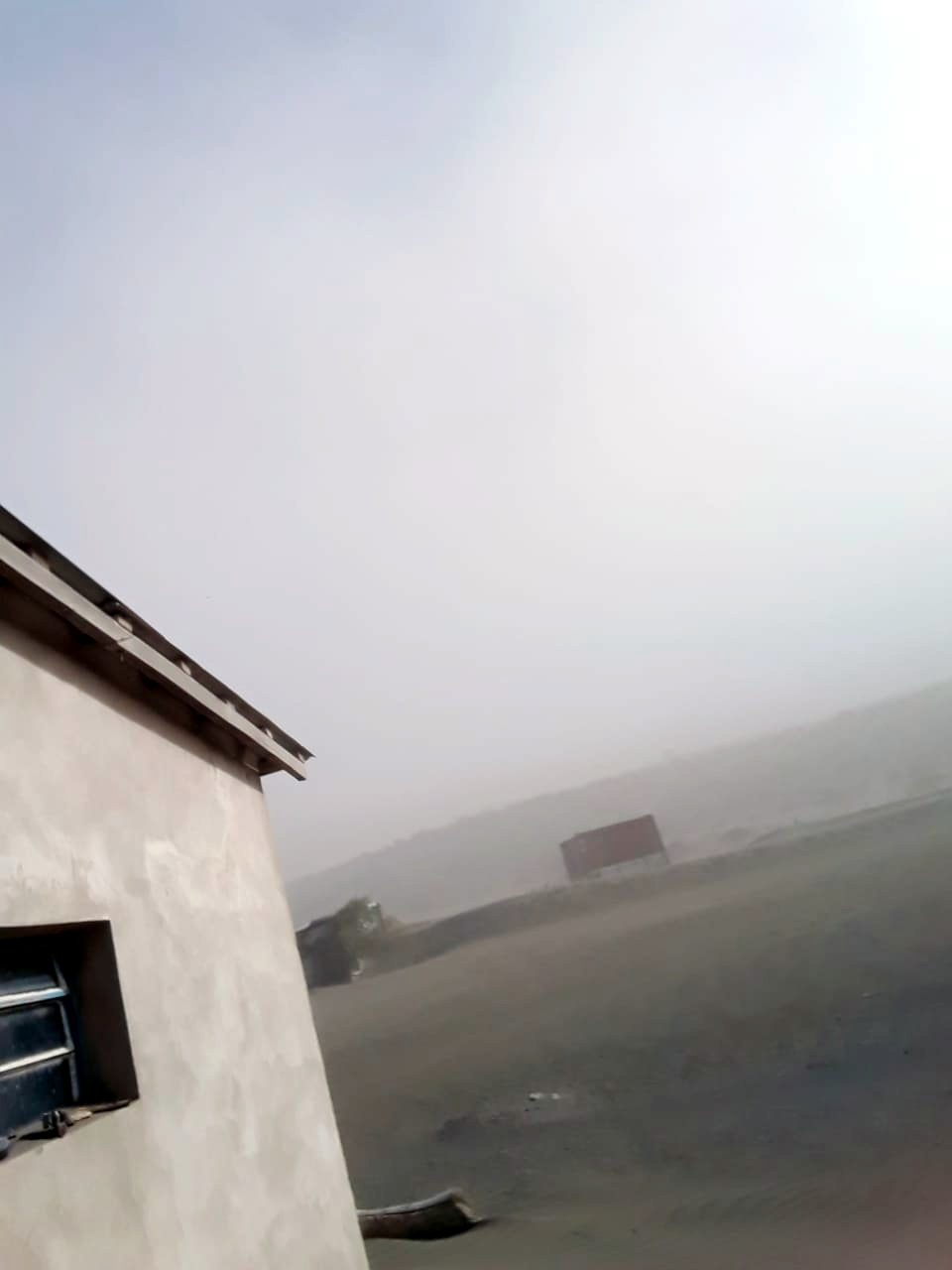
Tempestad de arena y viento en el lago

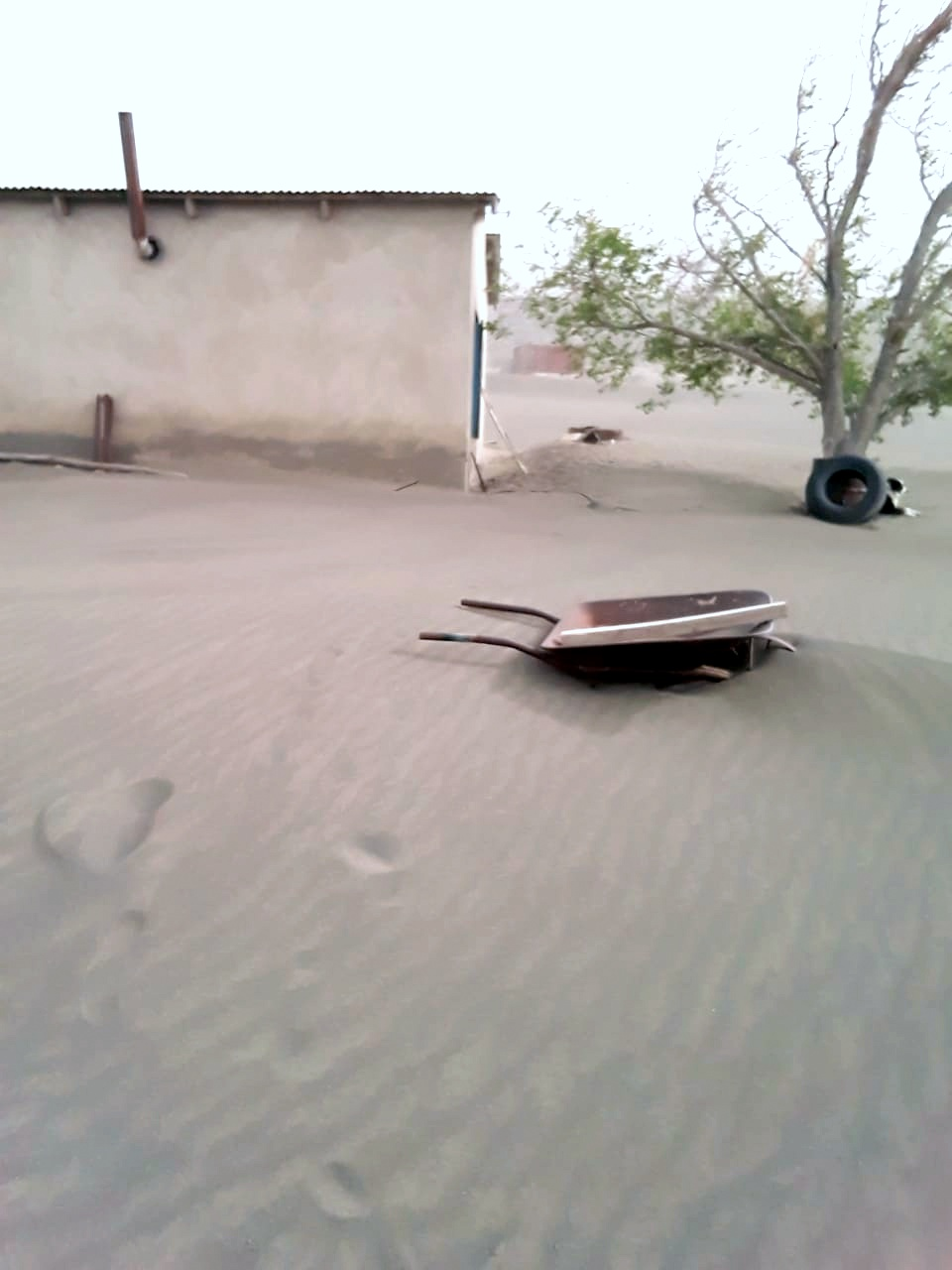
Duna originada del limo del fondo del lago. Las mimas sepultan todo a su paso

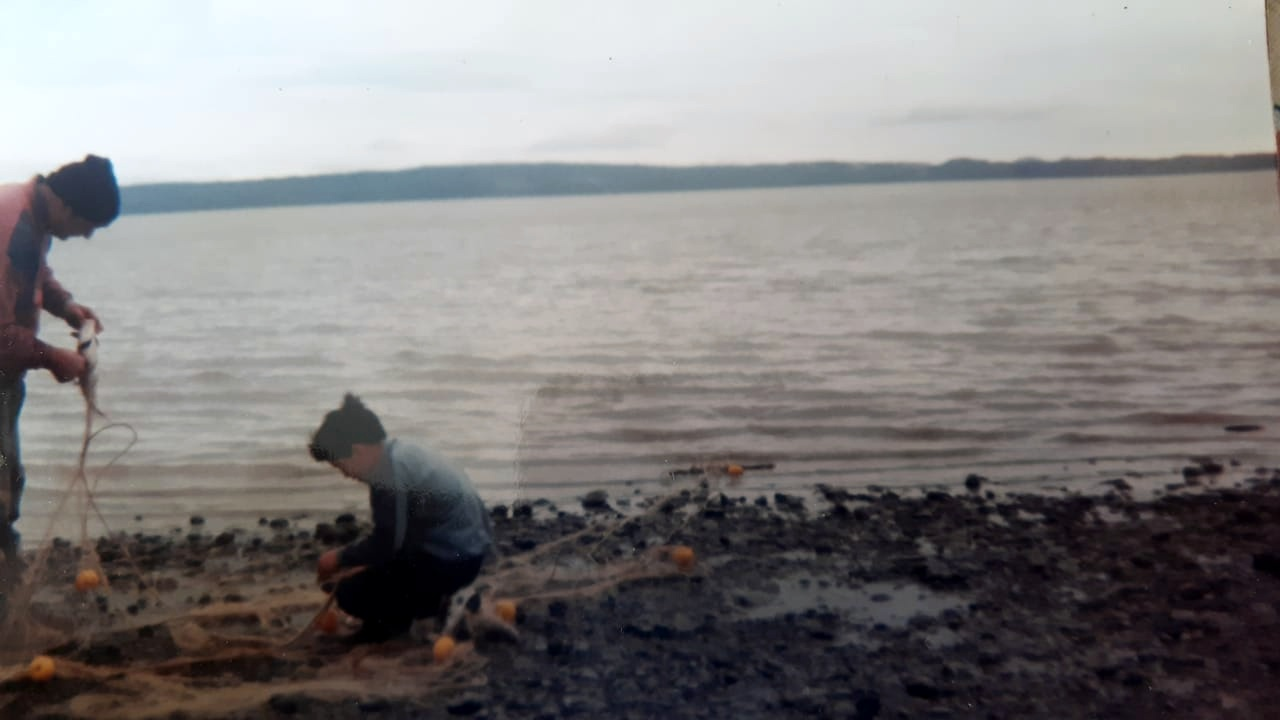
Antigua producción de pesca artesanal.

Colhué Huapi  es un lago intermitente que se encuentra ubicado en la región patagónica central de la República Argentina, al sur de la provincia del Chubut, y junto al lago Musters conforma la fase terminal de la actual cuenca endorreica del río Senguerr. Ambos lagos están situados en el gran bajo de Sarmiento.
En marzo de 2017 el lago estaba casi completamente seco, principalmente por el desvío artificial de las aguas del río Senguerr y, en menor medida, por la sequía que se desató desde el año 2000. Se halla a 310 m s. n. m. de altitud y el ancho mayor es de 35 a 40 km de noroeste a sureste.
A pesar de su gran superficie cuando esta lleno el lago es considerado por muchos una laguna gigante por su poca profundidad. En los últimos años 30 años el lago y toda el área adyacente viven un periodo de sequía grave. La misma es producto de evaporación por una cuestión natural y un indudable accionar humano fue un factor que contribuyó a que el curso de agua vaya desapareciendo principalmente desde mediados del siglo XX. Al mismo tiempo que el lago entró el crisis toda cuenca empezó s sufrir una reducción significativa en la disponibilidad de agua, producto de la combinación entre el cambio climático global y el uso desmedido del recurso por parte de actividades humanas.
Al sufrir ausencia de líquido por las grandes sequías, deja su fondo al descubierto; luego los vientos forman dunas que erosionan más el ambiente. Como gran consecuencia este viento azota a toda el área circundante rural y a puntos lejanos como el Área metropolitana de Comodoro Rivadavia sobre el Mar Argentino.
El lago permanece seco la mayor parte del año, a excepción de los pocos meses más húmedos; que junto a mejoras en las políticas de extracción del agua se logra que el Falso Senguer desagüe en el lago parte de su caudal. Esto provoca que los campos próximos al lago vean un pequeño lago intermitente hasta la época veraniega.

## Toponimia

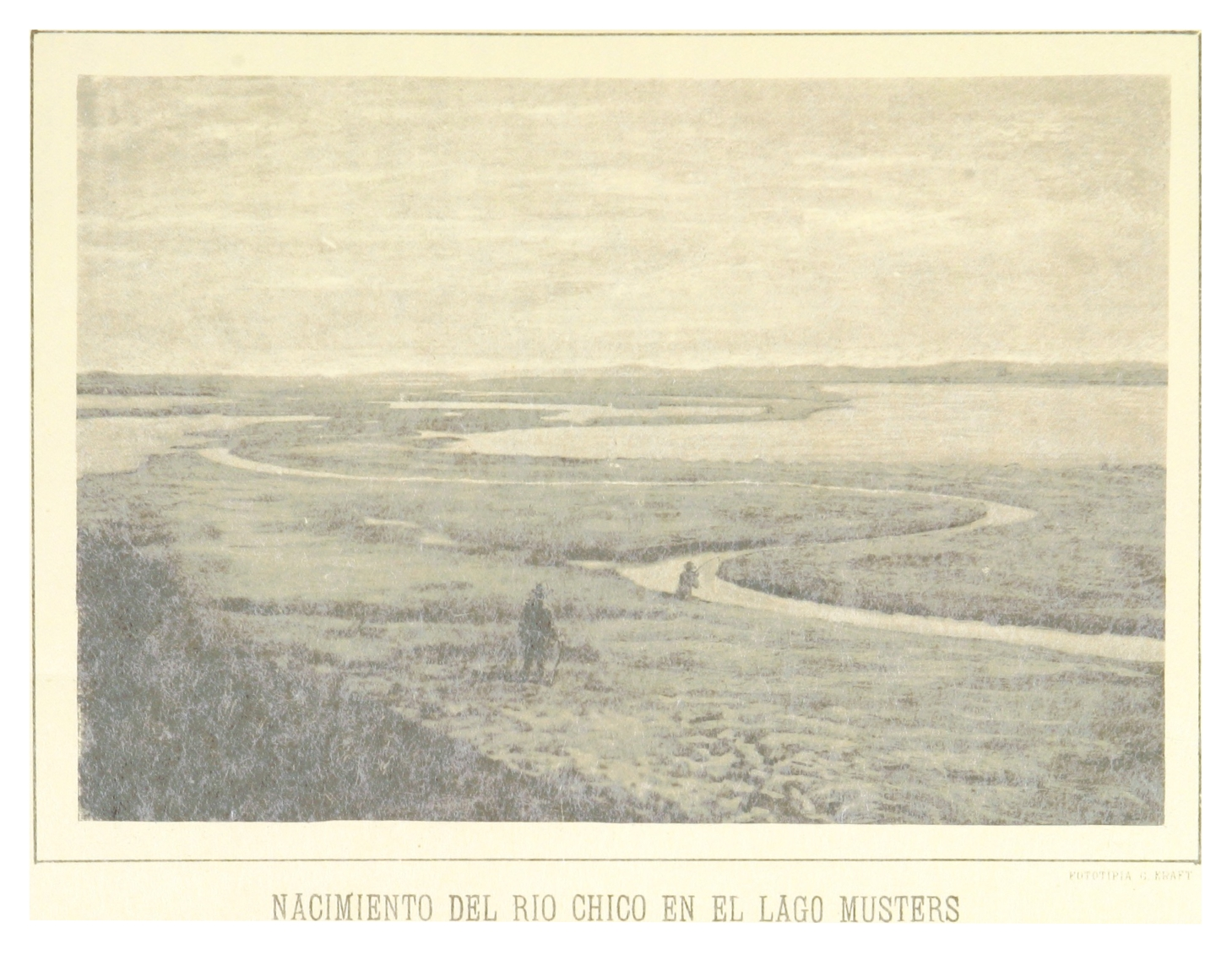
Nacientes del río Chico junto al Colhué Huapi, captados por Luis Jorge Fontana en la expedición de los Rifleros del Chubut en 1886.

El nombre de este gran espejo de agua proviene de la lengua mapuche (mapudungun). El vocablo Colhué significa "lugar rojo o rojizo". Por otra parte, Huapi se refiere a "isla". De tal manera, se puede asumir que los antiguos habitantes de la región denominaban así a este lago en alusión a alguna de sus islas gredosas, o bien por la coloración arcillosa de las aguas. También, puede ser una expresión mapuche que significa lago de la isla parda. El nombre igual pasó a un yacimiento petrolero cercano y a una antigua estación del Ferrocarril de Comodoro Rivadavia cercana al lago, que servía al paraje homónimo.

## Geografía
El lago supo ser un vergel en medio de la desértica Estepa Patagónica. La sierra San Bernardo lo separa del vecino lago Musters y toda la zona que lo rodea está plagada de cerros de alturas leves y altas. Los paisajes circundantes al lago también están acompañados por antiguos volcanes extintos.
El lago está atravesado por varias penínsulas y cabos. Sin embargo, la más destacada es la península Grande o Namuncurá. Esta península divide en dos el norte del Colhué Huapi. Se tiende en línea recta de norte a sur por unos 20 kilómetros y se eleva a 500 metros sobre el nivel del mar en su parte más alta y es el accidente costero que más se destaca a la vista desde todas las márgenes. n cuanto a su tamaño la península Grande vista a la distancia, desde las márgenes del lago, tiene apariencia de ser  muy alta y rocosa en las alturas. No obstante, consiste en una superposición de lomadas de greda y arena de no más de 300 metros de altura, respecto del lago. En su extremo sur decrece el altura hasta culminar formando playas de arena gruesa, en las que aflora una dispersión de rocas medianas, pulidas por el viento terroso.
Otros punto destacado en las costas del lago son la península Chica y con sus altos acantilados de piedra la península Mocha. 
El lago supo tener abundantes islas. hoy reducidas a lomadas desgastadas por el viento, de suelo arenoso y dos grandes islas acantiladas de techo plano. Hoy algunas mantiene vegetación.
La extensa sequía actualmente produjo la ruina de todas las estancias que lo rodean, además la acumulación de extensas dunas que se reparten por kilómetros en grandes distancias. El tamaño de las dunas de arena produjo la creación de un desierto semejante al Sahara con montones de arena de tamaño y forma similar a pirámides. Las dunas tienen arena que estaba en el fondo del lago como sedimento y son movilizadas con cada viento sepultando todo a su paso.

## Paleontología
Tanto la zona del río como la del lago son un importante yacimiento de dinosaurios con especímenes encontrados y restos de huevos de esta especie. El área incluye rocas del Cretácico, de más o menos unos 70 millones de años de antigüedad, y gran cantidad restos de hadrosaurios

## Historia
Diez mil años atrás, el Colhué Huapi y el lago vecino Musters formaban un único lago. Como resultante, actuales penínsulas Mocha y Chica fueron grandes islas. El cuerpo de agua antiguo fue denominado paleolago Sarmiento y su cota llegó a superar los 326 m s. n. m. (60 metros sobre el nivel actual del lago Musters). Posteriormente, descendió y se estima que antes del 1600 a. C. los lagos todavía estaban unidos y el fondo del bajo Sarmiento estaba ocupado por agua casi en su totalidad. Hacia el 1500 a.c los lagos habrían alcanzado un nivel similar al actual y se separaron.   
Se cree que las condiciones áridas que perduran en la actualidad, con ciertas variables se mantienen desde los últimos 5 mil, 6 mil años hasta el presente.
La zona del lago fue habitada por aborígenes a lo largo del tiempo. Por esta presencia continua, se encuentran registros materiales de pueblos cazadores-recolectores. Su presencia quedó asentada en chenques (tumbas), arte rupestre y elementos que hacían a su vida cotidiana. El lago gozó de la preferencia humana respecto del lago vecino Musters: algo que se evidencia en la amplia cantidad y variedad de elementos arqueológicos, y cementerios indígenas, que allí se encuentran desde hace décadas. Estudios recientes verificaron que grupos de cazadores – recolectores practicaban pesca intensiva y continua desde 1500 años atrás. En los alrededores de los lagos desde los años 1990 fueron recuperadas materias primas líticas usadas para fabricar tanto herramientas de molienda como artefactos tallados que posibilitaban prácticas de subsistencia, movilidad y las tecnologías de las comunidades antiguas.
Fueron los tehuelches quienes reunieron los más antiguos relatos del lago. Afirmaron que en sus aguas habitaba un muestro conocido como lemisch (Yemis-che). 
La traducción es tigre del agua. Para los indios era un ser sobrenatural al que tenían terror supersticioso, por su aspecto feroz, sus hábitos nocturnos, su fuerza y su bramido, y su completa invulnerabilidad a los tiros de remington.
Carlos Ameghino, quien recorría la el Chubut y la Patagonia en busca de huesos fósiles para su hermano Florentino le mencionó a este en una carta que había conseguido de los indios tehuelches, algunos datos preciosos sobre el famoso lemisch. El científico afirmaba la veracidad ya que había visto en poder de un indio, un trozo de cuero de lemisch, en el que están embutidos los pequeños huesecillos. Los mismos fueron enviados a Florentino Ameghino y se los encontró parecidos a pedazos en estado fósil de restos de Mylodontes. Hasta el siglo 20, antes de las grandes sequías que dejaron al lago vacío, aun se seguían oyendo relatos del monstruo.
El lago fue explorado por los Rifleros del Chubut en 1886.
La civilización occidental ocupó los márgenes del lago fines del siglo XIX y principios del XX. De este modo, los colonos se asentaron donde previamente se habían desarrollado otras civilizaciones pasadas. Los hijos de los pueblos del pasado, aún presentes en ese tiempo, en pocas décadas se incorporaron el modo de vida occidental. La antigua forma de vida se extinguió en pocos años.
En un informe redactado por el explorador alemán Wilhelm Vallentin, durante su recorrido por la región en 1904 y 1905. Lo describió como un lago de unos 50 kilómetros de largo y algo más de 20 kilómetros de ancho. El mismo había estado completamente seco en tiempos pasados.
En un ensayo sobre la colonia de Sarmiento en los Cuadernos de Historia del Chubut de 1968 afirma:

«Este lago presentaba una incógnita, por la cual siempre se veía orlado de misterio. ¿Qué sucedía con sus aguas? ¿Se infiltraban? [...] apenas disminuían los caudales del Senguer, en el Lago Colhué Huapi empezaban de nuevo sus grandes bajantes, dejando al descubierto enormes arenales».
Autor

En 1914 se instaló a solo 20 km del lago la estación Colhué Huapi. La misma impulsó un poblado agrícola que utilizó las aguas del río que alimenta al lago. Con la Clausura del Ferrocarril Comodoro Rivadavia a Colonia Sarmiento en 1977 el poblado decayó rápidamente. No obstante, aun hoy sigue siendo un paraje con producción agrícola.
A fines de la primera mitad del siglo XX el lago ya sufría recurrentes bajantes. Pese a ello, nunca llegó a secarse totalmente. Cuando el lago se volvió a recuperar creció de tal modo que en partes tapó el antiguo trazado de la ruta a Sarmiento. Para combatir las bajantes frecuentes los pobladores de las chacras se aprovisionaban en pozos cavados inmediatos a la costa.
Aun para los años 1950 el río que llevaba sus aguas al río Chubut aun corría y tuvo su última actividad. Además, para esa época toda la zona adyacente al lago tenía abundante agua, quintas, frutales, árboles, plantaciones, era un lugar bastante verde, un lugar con mucha vegetación. Los años 1950 son fundamentales para las comparativas de los diferentes niveles del lago a lo largo del tiempo. Las cartas topográficas de la década del ’50 y fotos satelitales de principios de los 2000, revelan el cambio en las cotas y el sucesivo retroceso del lago. En esos años la península Mocha estaba unida al continente por una estrecha franja de tierra. Luego, a medida que el agua fue retrocediendo, la planicie se transformó en una laguna unida al lago por medio de un canal, para finalmente transformarse en una laguna independiente que concluyó en mutar a la planicie reseca que atraviesa caminando.
Para los años 1960 la zona adyacente al lago tenía gran cantidad e producción ovina con campos productivos. La producción era tal que las estancia podían elaborar quesos para vendían en el extinto paraje Parada km 162, un antiguo pueblo-estación ferroviaria situada al sureste del valle de Sarmiento.
El Colhué en los años 1970, era un gran lugar de pesca deportiva y también de pesca comercial, los pescadores que vendían en el pueblo sacaban del Colhué su sustento. El lago fue perdiendo su pesca comercial que se valía de embarcaciones. La actividad económica originada por la pesca llegó a ser importante pese a que se ejecutaba en un cuerpo de agua pantanoso, de aguas turbias, poco profundas, que se congelaba durante el invierno y sufría grandes bajantes. Las causas del existo de la actividad pesquera se debieron a que el lago resultaba más navegable la mayor parte del año con botes simples al ser poco peligroso por no presentar mucha profundidad. Esto posibilitó que con los temporales de viento no se generara el fuerte oleaje que sufre su vecino Musters, que pese a su menor tamaño es más profundo. Otro factor del éxito de la pesca  se explica de estudios científicos que analizaron el limo y el zooplancton del lago, en los años 1980. Las conclusiones llevaron a que se lo catalogue como un oasis de productividad en torno a un territorio árido. Al ser poco profundo (promedio de dos metros durante los estudios) el viento provocaba que se removiera el suelo, con lo cual el agua contaba con más nutrientes, que a su vez generaban una gran cantidad de zooplancton y de un tamaño importante (de los más grandes de los lagos argentinos). Esto contribuía a la abundancia de alimento para percas y pejerreyes, lo que a su vez evitaba que se depreden entre ellos.
En los años 1990 se podía ver viendo como el lago se iba alejando cada vez más. Cuando en los años 2000  la sequía impactó de lleno las estancias próximas se fueron cubriendo poco a poco de arena del lago despoblando la zona. La pesca que había florecido en los años 1970 perduró hacia fines de los años 1990 con exportaciones a otra ciudades de la región. La misma cesó su recepción porque los peces tenían gusto a barro debido ala continua bajante del lago. De este modo, llegó a su fin la pesca moderna que se inició entre los colonos a poco de arribar y asentarse en sus márgenes y cercanías. No obstante, dejó numerosos vestigios de su actividad fueron quedando por toda la costa: lanchones, botes, antiguos atracaderos, asentamientos y algunas viviendas. Las últimas actividades de pesca se ejecutaron en el año 2000 durante una gran bajante. Actualmente, muchos de sus pescadores se mudaron al vecino lago.
En mayo de 2016, un peón de una estancia descubrió en un pantano donde se encontraba el fondo del lago, que estaba está seco, una avioneta accidentada en 1964. Dicha aeronave llevaba cuatro pasajeros, había partido de Comodoro Rivadavia y cayó al lago Colhué Huapi, falleciendo todos sus tripulantes. Si bien los cuerpos fueron encontrados con rapidez, la aeronave nunca había aparecido.
A pesar de no tener presencia aborigen en mucho tiempo, aun las costas del lago siguen brindando en años recientes restos arqueológicos de las tribus que habitaron la zona. Actualmente, la prolongada sequía arruinó toda la producción de la zona y cerró muchas de las estancias y boliches que atendían a los viajeros de la ruta que surca parte de la costa del lago. La misma se bifurca en dos: por el oeste hacia los pueblos de Buen Pasto y Paso de Indios, y el restante en dirección a Río Chico y Comodoro Rivadavia .

## Consideraciones hidrológicas
El lago Colhué Huapi ocupaba una depresión poco profunda, originada presumiblemente por deflación eólica en una zona ocupada preponderantemente por finas arcillas. Tiene como único afluente indirecto al río Senguer, alimentado a su vez por aguas del deshielo andino reguladas en sus nacientes por los lagos Fontana y La Plata. Luego de recorrer 350 km desde dichas vertientes cordilleranas a través de la meseta central de la provincia del Chubut, este río aporta a todo el gran bajo de Sarmiento un caudal promedio anual de 54 m³/s.
Al ingresar a esta llanura aluvial y eólica, el Senguerr se subdivide en numerosos brazos secundarios (generalmente secos) con forma de abanico que se orienta hacia el nordeste. Su cauce principal se dirige hacia la fosa tectónica del lago Musters, ingresando al mismo por su margen sur, y, poco antes de alcanzarlo, vuelve a subdividirse para aportar también al lago Colhué Huapi, ubicado pocos kilómetros hacia el oriente.
Esta derivación del río que conecta ambos lagos se ha dado en llamar "Falso Senguerr", y su curso meandroso pasa al norte de la localidad de Sarmiento (Chubut). La ramificación más austral del río Senguerr es el zanjón del Cerro Negro. También forma meandros y lagunas, pero alcanza al lago Colhué Huapi sólo durante crecidas extraordinarias. De este modo en el pasado el Colhué Huapi recibía aporte del Senguer en tres secciones.  La primera más conocida es el brazo Falso Sengeur es nombrado hoy como el único afluente del lago. No obstante en mapas de fines del siglo XIX y principios del siglo XX, se dibujan con claridad los cauces del Zanjón del Cerro Negro y una especie de delta que desaguaba en la costa centro oeste del Colhué Huapi que fue obstruido por la ruta nacional 26. 
Según se aprecia en imágenes satelitales, el Zanjón del Cerro Negro pierde la mayor parte de su agua entre los kilómetros 6 y 23 de su trayecto. De este modo no suele desaguar en el lago a pesar de tener 40 kilómetros de recorrido. Siendo común su desvío para regar chacras, en el sur del valle de Sarmiento. Esto sumado a que la ruta de asfalto taponó un antiguo delta que desaguaba en el centro del Colhué Huapi, contribuyeron a la sequía del lago.

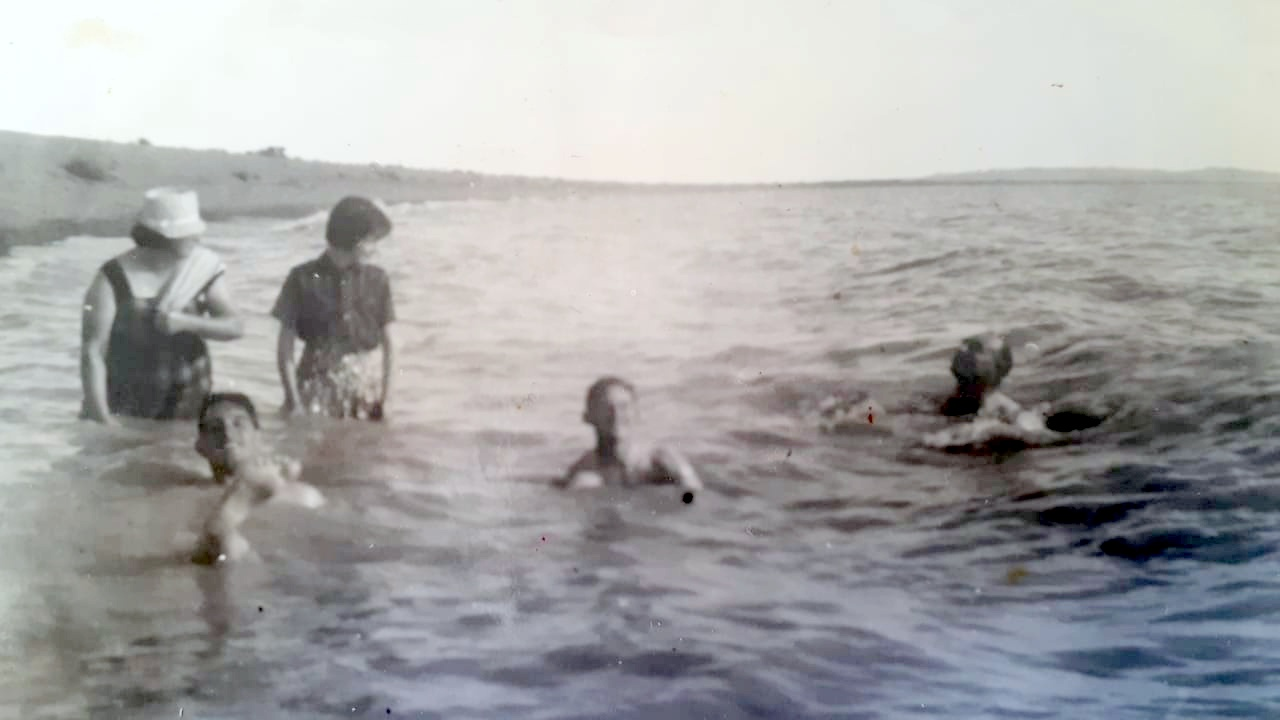
Familia visitando una playa del lago.

El lago Colhué Huapi presenta amplios lodazales costeros, principalmente en todo el abanico de canales y aportes que le provee el río Falso Senguerr. Está separado del lago Musters por un istmo de terreno de unos 12 km de ancho y 695 m s. n. m. de altura.
Si bien estos dos grandes lagos de la meseta patagónica presentan notorias diferencias geo-hidrológicas entre sí, es inevitable su estudio conjunto, dado que forman parte de un mismo sistema hídrico encadenado.
Mientras el Musters es de origen tectónico y tiene una profundidad media de 20m, el lago Colhué Huapi es muy poco profundo (2 m promedio), presenta una muy alta turbidez en sus aguas por una elevada concentración de sedimentos suspendidos, debido fundamentalmente a la acción eólica, y puede considerarse un lago argilotrófico por su nivel de nutrientes y sedimentos inorgánicos.
En el pasado toda la cuenca del Senguerr tenía un desagote natural e intermitente hacia la pendiente del Atlántico, pues ocurría que las crecidas y caudales excesivos hacia el Colhué Huapi alcanzaban a su vez la embocadura del río Chico, cuyas nacientes se encuentran en el extremo sudoriental de la zona inundable de este lago. De tal manera, a través del prolongado curso del Río Chico hacia el nordeste, la descarga llegaba en forma ocasional hasta su desembocadura en el Río Chubut. Este intermitente proceso regulatorio natural ocurrió por última vez en el año 1939, y desde entonces el Río Chico es un gran cauce prácticamente seco en casi todo su recorrido.

## Fauna ictícola
Pese a la extrema turbidez de sus aguas, en el Colhué Huapi se registra una abundante fauna acuática compuesta principalmente por percas (Percichthys trucha) y pejerrey patagónico (Odontesthes microlepidotus). Asimismo, este singular ambiente presenta especial interés desde el punto de vista de la conservación de la biodiversidad, por la presencia de tres especies autóctonas de peces, los dos primeros en peligro de extinción: el bagre sapo u otuno (Diplomystres viedmensis mesembrinus), el puyén (Galaxias platei), y la perca de boca grande (Percichthys colhuehuapensis).
Además sus costas supieron tapizarse de nutridos juncales que albergaban nutrias y una fauna muy diversa.

## Situación ambiental

### Sequía
El lago gozo de buena salud con casi toda su superficie cubierta por agua desde 2004 a 2010.  Un estudio científico a cargo de S. Gasso y O.Torres encontró una seguidla de periodos de actividad de tormentas de polvo con una duración aproximada de 2 a 10 años cada uno los años en los que más polvo se vio fueron en los periodos: 1970–1976, 1989–1994, 1996–1997 y 1999–2017.
En 2002 las chacras del lago estaban activas y el lago aun no había desaparecido totalmente. En la zona había varios boliches rurales, que actualmente ya no existen. Con el lago a pleno sus aguas podían anegar la ruta provincial 24. La imagen del lago era lúgubre con aguas obscuras y varios islotes a poca distancia de la costa.
Debido a su gran superficie y escasa profundidad, el lago Colhué Huapi está sujeto naturalmente a un severo proceso de evaporación, tanto por acción eólica como por efecto de la radiación solar. Asimismo, y como resultado de varias intervenciones humanas en esta cuenca, se han realizado obras de toma para alimentar acueductos de agua potable desde el Lago Musters, y canalizaciones de riego y trasvase de grandes volúmenes de agua del Río Senguerr hacia la explotación de fase secundaria en los numerosos pozos petroleros que se encuentran en la región. Todo esto agravó el ya comprometido equilibrio hidrológico del sistema hasta los límites de cuasi colapso en el Colhué Huapi, en el cual se presenta una creciente disminución de sus niveles históricos, y un acelerado proceso de retracción y desecamiento en su periferia. El balance hídrico de toda esta cuenca fue negativo durante los últimos setenta años. La situación actual podría definirse como muy comprometida, y constituye la principal amenaza ambiental para mantener el precario equilibrio hidro-biológico del sistema.
En el año 2003 el lago mostraba sus últimos restos de agua a 10 kilómetros al sur del boliche de Jerez.  
El lago empezó su lenta sequía desde que el Falso Senguerr, su principal fuente de alimentación fue severamente tocado por la mano humana en los últimos años, a pesar de su importante papel de abastecedor del Colhué Huapi. Un informe de INTA emitido en 2016 indicaba que la mayor superficie cubierta de agua en el Colhué Huapi fue en 2006 con casi 77.000 hectáreas. Sin embargo, a partir de 2006 empezó la lenta y persistente sequía del lago que empezó a formar grandes dunas sobre la desembocadura del seco río Chico.
Para 2015 el lago había perdido el 70% de esa superficie. La situación se agravo desde 2006 ya que se construyó una obra que tuvo como fin evitar el ingreso de caudales del río Senguerr hacia el Falso Senguerr, obligándolo a aportar casi la totalidad de su caudal al Lago Musters y alimentar el Falso Senguerr con caudales ecológicos para mantenerlo activo. A fines de 2013 se anunció un proyecto de obra para la regulación del nacimiento del Falso Senguerr a fin de mantener el lago Musters en su máximo nivel de reserva.
Con gran parte del lago seco en 2011 el viento arrastró el lecho del lago y formó dunas de hasta 14 m² de altura que se desplazan hacia la costa y afectan a todas las poblaciones costeras en días de vientos desde Camarones a Caleta Olivia en el sur. Las poblaciones en esta franja quedan cubiertas en días de viento en una aparente especie de neblina, pero que en realidad es lo que el viento erupciona del lecho del lago. Esto conlleva que la población sufra problemas de alergia, respiratorios y en la vista constantemente.
Desde el 12 de mayo de 2013 las intensas nubes de polvos que se despiertan en el lago, pasa por el aglomerado de Comodoro Rivadavia y culminan en el Golfo San Jorge llamaron la atención de la NASA. En tanto, por medio de su satélite Aqua (satélite), se pudo captar a un lago agonizante casi seco. De este modo, la agencia espacial calificó en su análisis al Colhué como un lago muy poco profundo al punto de desaparecer en un paisaje beige y marrón. Por último, se brindó una serie de datos como el aumento de la deposición de polvo en la Península Antártica correlativo a la introducción de ovejas en la Patagonia alrededor de 1935 y el beneficio nutricional que genera a las aguas marinas el polvo.
En 2016 se secó completamente gracias a la sequía de cuenca y al uso excesivo para riego (la del río Senguer y sus afluentes. El problema se dio a conocer a nivel nacional, debido a que en el lecho seco apareció un avión perdido en 1964. En ese mismo periodo sus dos afluentes estaban secos: el Falso Senguer y el Zanjón del Cerro Negro (que es un brazo del Senguer y desagua en la costa sur del lago).
Ante esta situación Alfredo H. Luenzo entonces senador nacional hace un proyecto de declaración. Esgrimió datos para alertar de la dramática situación. Se informó que en 1996 la extensión del lago era de 55.312 hectáreas. En 2016 solo alcanza las 21.431, según contrasta un informe elaborado por el Grupo Gestión Ambiental de la Estación Experimental del INTA, sede Chubut. El senador expuso que déficit de agua se debe en parte a características propias naturales que ocasionan el proceso de evaporación por la acción eólica o la radiación solar. Además se sufre la escasez de lluvias y la humedad ambiental. No obstante, llamó a no dejar de reconocer el grave impacto de las acciones antrópicas sobre estos espejos de agua dulce perjudicando el equilibrio ecológico de la zona. Siendo preciso reconocer la responsabilidad humana y tomar conciencia sobre las consecuencias negativas del uso irracional del agua, contribuyendo a que las condiciones de los lagos se vuelven cada vez más extremas, poniendo en riesgo la supervivencia de las distintas especies de flora y fauna autóctona, atentando no solo contra las economías regionales, sino también sobre la salud y la calidad de vida de sus pobladores.
El 3 de noviembre de 2016 el satélite Aqua de la NASA captó nuevamente la vasta nube de polvo que el Colhué desprende hacia el Atlántico. Según el organismo científico, la abundancia de sedimentos finos fue lo suficientemente grande como para ser registrados por satélites.
Para el año 2017 el lago había desaparecido en su totalidad. Ese año la situación daba cuenta de que en solo tres meses había desaparecido, luego de que meses antes mantenía un 30% de su volumen de agua. Para medidos de ese año una inundación lo revivió por un tiempo. este fenómeno climático que no tenía antecedentes ni estaba en ningún registro. Gracias a esto el Muster recupero el nivel que había bajado en 1.45 m y el Río Chico  volvió a fluir para alcanzar al Chubut en el dique Ameghino.

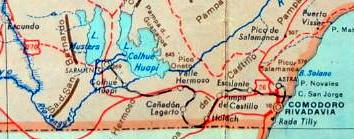
Mapa de los puntos que mantenían población relevante en 1962. Además, brinda una imagen histórica que muestra la traza del ferrocarril atravesada por varios brazos del río Senguer que descargaban en el Colhué Huapi.

En los últimos años, con la autorización del Instituto Provincial del Agua de la Provincia de Chubut (IPA), las aguas del río Senguerr fueron casi totalmente desviadas mediante terraplenes clandestinos para regar producciones frutícolas. Esto provocó la sequía del curso de agua: los terraplenes se llevan casi todo el caudal, y apenas llega agua al Colhué Huapi. A comienzos de 2017, un grupo de vecinos autoconvocados reclamó por el deterioro ambiental ante el IPA, que se negó a reconocer la gravedad del problema. Según los vecinos de Sarmiento, la principal razón de la sequía del río Senguerr y del lago Colhué Huapi está en el desvío que hizo un establecimiento de producción de fruta para exportación perteneciente a la familia Bulgheroni (conocida por su participación mayoritaria en la compañía Bridas y por controlar, junto a British Petroleum, la petrolera Pan American Energy (PAE), la principal petrolera de Chubut). Hacia marzo de 2017, el IPA decidió no multar ni accionar contra nadie, y hasta se negó a verificar la existencia de los terraplenes ilegales. Ante el panorama de la inminente desaparición del lago, los vecinos de Sarmiento, alarmados por el descenso del nivel del agua, se reunieron en marchas y reclamaron medidas. La inacción política empujó a los manifestantes a realizar un acampe frente al IPA y a desmontar ellos mismos una parte de los terraplenes ilegales que desvían el caudal del río.
Desde 2017, el Colhué Huapi volvió secarse de a poco y para diciembre de 2019 le restaba el 20 % de su superficie original.

Para 2020, una vasta nube de polvo que asolaba la región fue fotografiada por un astronauta cuando la Estación Espacial Internacional  pasaba sobre América del Sur. La NASA tildó de sorprendente y habitual a estos eventos climáticos en esta región. Además, reveló que la tormento de polvo trasladó su polvo a más de 120 kilómetros al este sobre tierra y finalmente al Océano Atlántico. Por último, comparó al polvo diseminado sobre la superficie que también se observa en Marte.

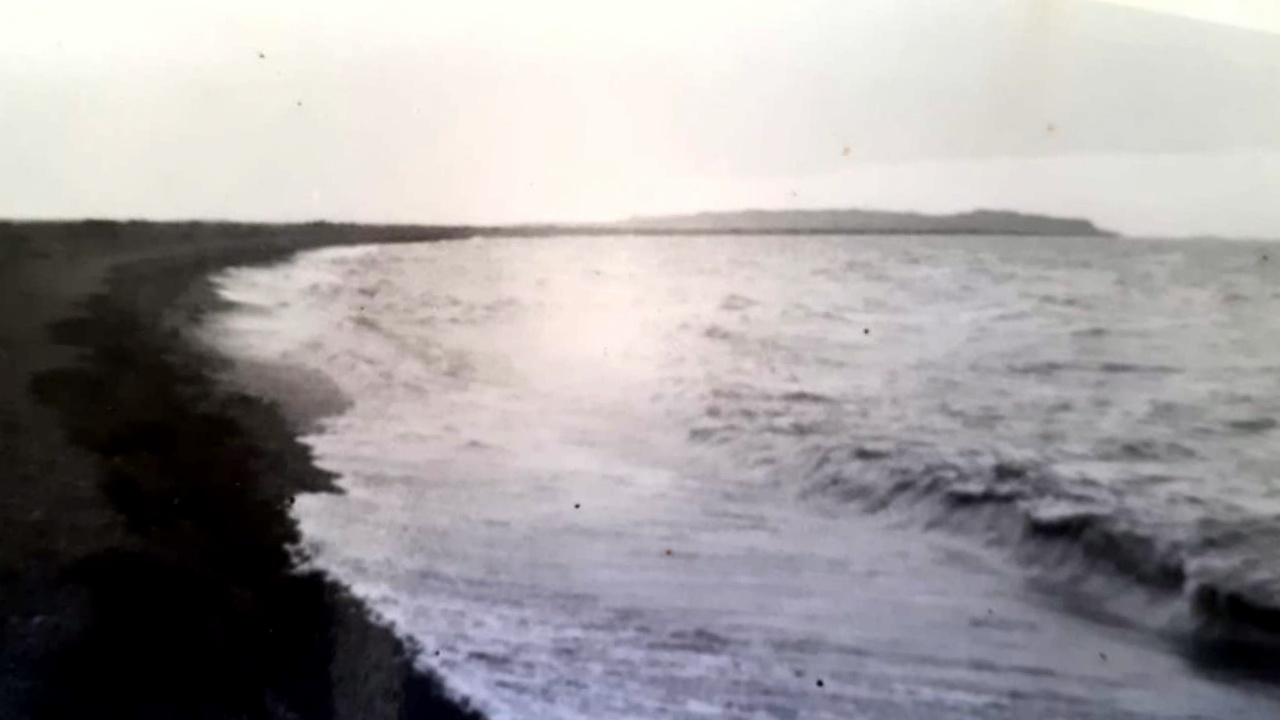
Gran tamaño que tuvo el lago. Se observa un intenso oleaje con vista hacia una península.

Nuevamente, en 2021 la NASA con su satélite Landsat 8 tomó una nuevas imagen. Mientras que catalogó al lago seco como: «la fuente más grande y activa de tormentas de polvo en la región». Las mismas son originadas por fuertes vientos del noroeste que soplan rutinariamente por el lado este de la Cordillera de los Andes y azotan el desierto central de la Patagonia. En el proceso, levantan abundante sedimentos del lago Colhué Huapi. La NASA afirmó a través de sus estudios que los vientos pueden transportar el polvo de Colhué Huapi hasta el este de la Antártida, donde podría tener consecuencias en la rapidez con que se derrite la nieve y el hielo. Además, se continuó con la afirmación que le sedimento es beneficioso para el fitoplancton.Asimismo, la intensidad del fenómeno en la región despertó estudios basados en datos meteorológicos satelitales y de superficie de las últimas cinco décadas. Estos afirman que las tormentas de polvo alcanzan su punto máximo durante el verano (diciembre a marzo), aunque los eventos de invierno (mayo a agosto) también son comunes. La mayoría de los años trajeron de 15 a 30 eventos de moderados a grandes. También, se viene registrando un aumento constante en la cantidad de días polvorientos observados desde la década de 1970.
En la actualidad la erosión del terreno es de gran magnitud, y el terreno se está rediseñando con cada gran temporal de viento que azotan a la zona de forma habitual. Los fuertes temporales arrastran polvo hasta unos 120 kilómetros al noreste para proyectarlo luego sobre el Golfo de San Jorge y el océano Atlántico. Tanto como ocurre con el arena del Sahara proyectada sobre el mar Caribe, el polvo de este tipo de tormentas es una fuente importante de nutrientes en el océano adyacente. Hoy la zona del lago recuerda al Sahara con dunas inmensas que recorrer su camino hacia el mar.
Para 2022 se describe como un desafío el acceso a la costa este, ya que por noticias de otros viajeros, en las inmediaciones se tendían campos de dunas y los caminos estaban destruidos por zanjones labrados por el agua. En el nacimiento del río Chico las viviendas son asediadas por dunas peligrosamente inquietas y dañinas. Todos los alrededores del lago son hostiles para la vida, carentes de agua y constantemente asechados por tormentas de arena. Por efecto del retroceso del agua y el efecto general de la sequía hoy alrededor, abundan los vestigios de los habitantes aborígenes, en relación con la utilización de los recursos naturales del lago y su entorno. Prácticamente, toda la costa este presenta el azote del viento que levanta extensas nubes de polvo. La acumulación con cada tormenta produce que el sedimento se vaya acumulando y termine formando grandes dunas que arrasan con las viviendas de los estancieros. Esta situación inició en 2006 y continuó hasta 2017 cuando las lluvias intensas llenaron de nuevo el lago. Sin embargo, al poco tiempo el lago y el río se volvieron a secar; volviendo a formarse grandes dunas que perjudican a los pocos habitantes que aun permanecen obre las costas del río y al este del lago. Los mismos se ven obligados a abandonar sus hogares por el avance imparable de las dunas de 7 metros de altura que engullen sus casas.
También, en ese mismo año, Defensa Civil advirtió que la falta de agua en el Lago Colhué Huapi ocasiona que el polvillo volador se peligroso para la salud. El mismo está compuesto por sílice, material para la fabricación de vidrio. Este al entrar en contacto con los ojos genera un daño a los ojos, y al respirarlo en los pulmones. Siendo un fenómeno similar al problema de vuelo de ceniza volcánica. Al ser una arena muy fina, como ceniza volcánica, es recomendable usar barbijo y antiparras para proteger los ojos y el sistema respiratorio de los daños que esto pueda causar. El resultado de la exposición prolongada es que al contener sílice en mucha cantidad, es como estar respirando vidrio.

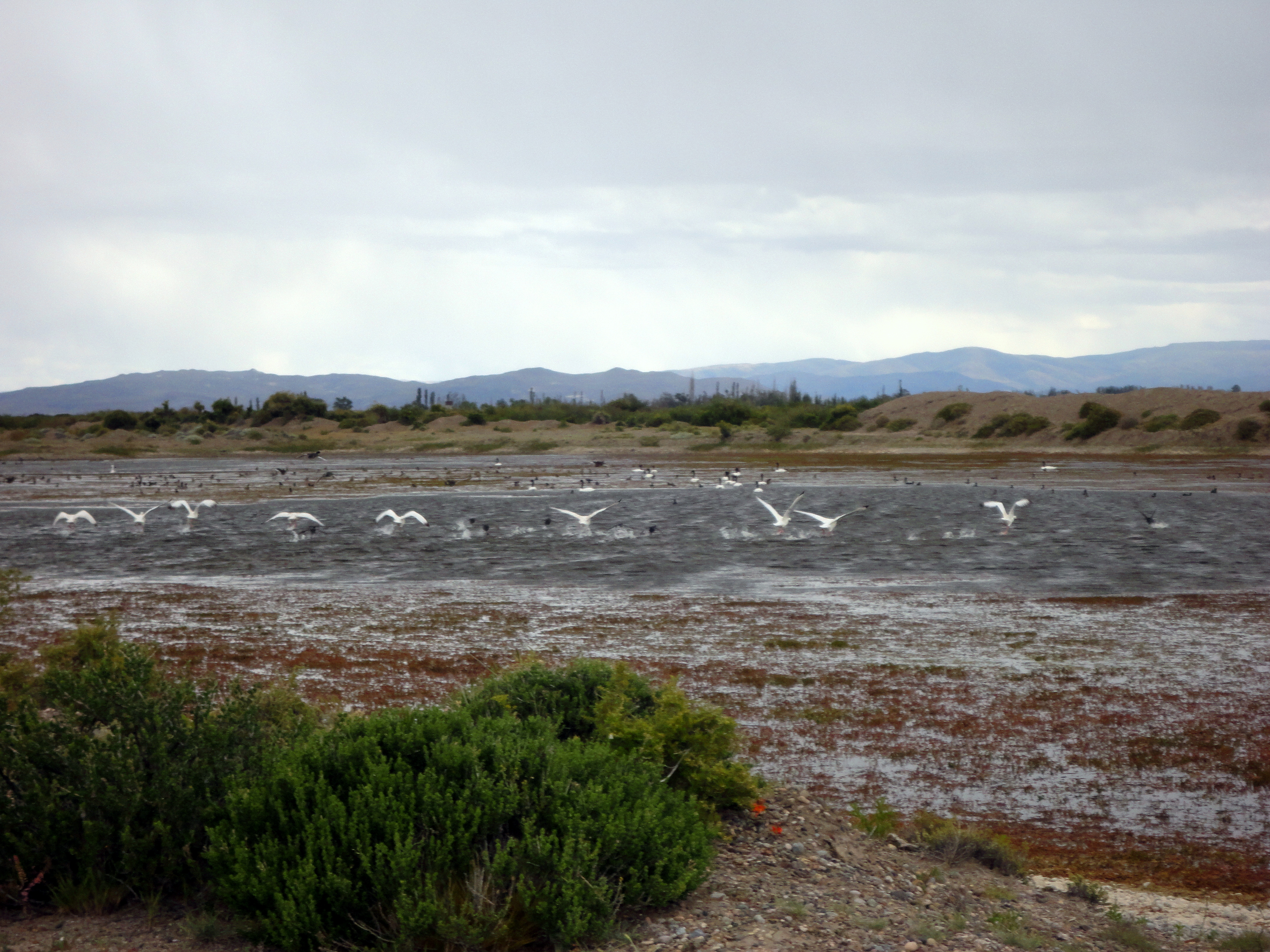
Mallín en localidad de Colhué Huapi cercana al lago formado para abastecer al ganado. Como consecuencia, las aguas del Zanjón del Cerro Negro se ven diezmadas y no alcanzan al lago.

En diciembre de 2022 las capturas del satélite solamente arrojaron bancos de arena y sedimentos con un lago totalmente seco.
En enero de 2023 se supo que el ministro de hidrocarburos, Martin Cerdá, manifestó que el Gobierno provincial trabaja en la licitación del área que comprende al desaparecido lago. La zona comenzó a ser estudiada en 2012 en un proyecto exploratorio iniciado por las empresas Petrominera Chubut y Petroquímica Comodoro Rivadavia, con una inversión en ese momento del orden de los 70 millones de dólares. Los resultados fueron 12 punzaciones con distintos niveles de profundidad, que fueron desde los 200 metros hasta los 700 metros. Las mismas arrojaron gas tipo metano y presencia de un petróleo de gradación de “26 API”. Estos perduraron hasta 2016 cuando fueron cerrados por dificultades que tenía la empresa. Sin embargo, es un yacimiento muy marginal carente de infraestructura; ya que no hay por dónde sacar la producción. Ante las dificultades del área, la licitación tendría un incentivo de bajas de regalías u otras alternativas.
La noticia de la inminente explotación petrolera del Colhué trajo malestar entre los vecinos de Sarmiento. De este modo, se organizó un movimiento de Autoconvocados por el Agua. El movimiento realizó una convocatoria pública en la plaza San Martín de Sarmiento, acciones de difusión y concienciación; entre otras actividades de protesta, como un festival musical previsto para principios de febrero. Sin embargo, el temor principal de muchos vecinos es que la eventual actividad repercuta negativamente también sobre el proceso de sequía que igual sufre el vecino lago Musters.
Para fines de enero el ministro de Hidrocarburos de Chubut aseguró en el yacimiento está a 60 kilómetros del lago y que se generó confusión por el nombre del área. Asimismo, el funcionario confirmó que está descartada actividades cerca del lago.
Para septiembre de 2024 The Guardian recorrió la zona junto a una investigadora del Instituto Nacional de Tecnología Agropecuaria. El medio informó una situación catastrófica de un lago completamente seco y en estado de empeoramiento. Como responsable de la catástrofe ambiental se menciona a la intensa sequía que azota la región y que dejó una disminución de la capa de nieve de la cordillera de los Andes de hasta un 45 % a mediados de siglo, según un informe de la NASA. Sin embargó, lo novedoso de l informe periodístico es que también se responsabilizó a los funcionarios de la provincia de Chubut por infraestructura deteriorada y recursos limitados originaron una crisis hídrica en la región. En tanto, el IPA describió la poca eficiencia del riego por inundación que diezma a los brazos del río que debería alimentar al lago: Tenemos una eficiencia de alrededor del 30%; traducido en que si se absorben de 10 litros de agua del río, llegan solo tres a la planta. El resto se pierde en el transporte o por mala aplicación a las fincas.

## Galería
|                                                                       |
| El paraje Colhué Huapi cercano al lago y a la localidad de Sarmiento. |

|                                                                                               |
| Fauna cercana a la localidad de Colhué Huapi en inmediaciones al lago que recuerda el pasado. |

|                                                                                         |
| Vivienda sepultada por las dunas que se desprenden del lago seco que se ve en el fondo. |